# Sebastián Fernández de Medrano
Sebastián Fernández de Mora, más conocido como Sebastián Fernández de Medrano (Mora, 1646 - Bruselas, 18 de febrero de 1705), fue un ingeniero militar español. Alcanzó el rango de general, que le fue concedido en 1694.

## Carrera

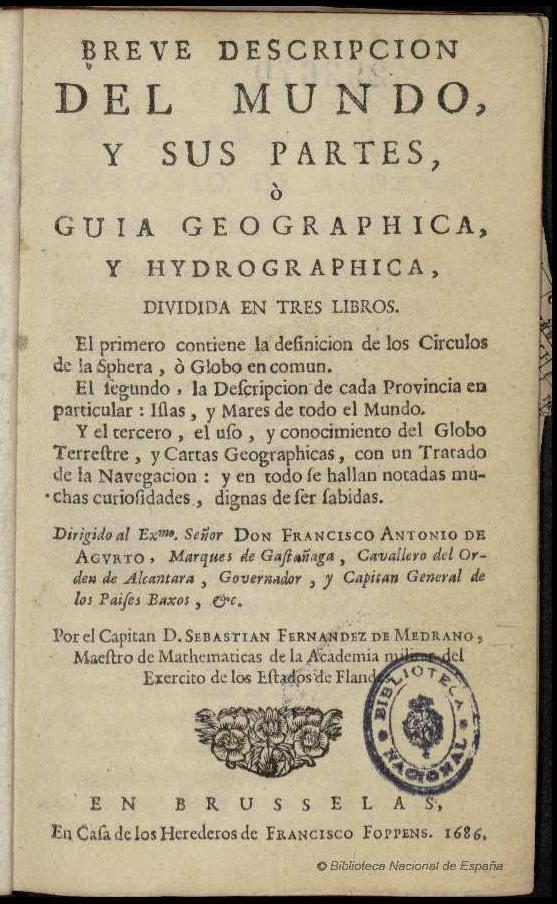
Breve descripción del mundo, y sus partes, 1686.

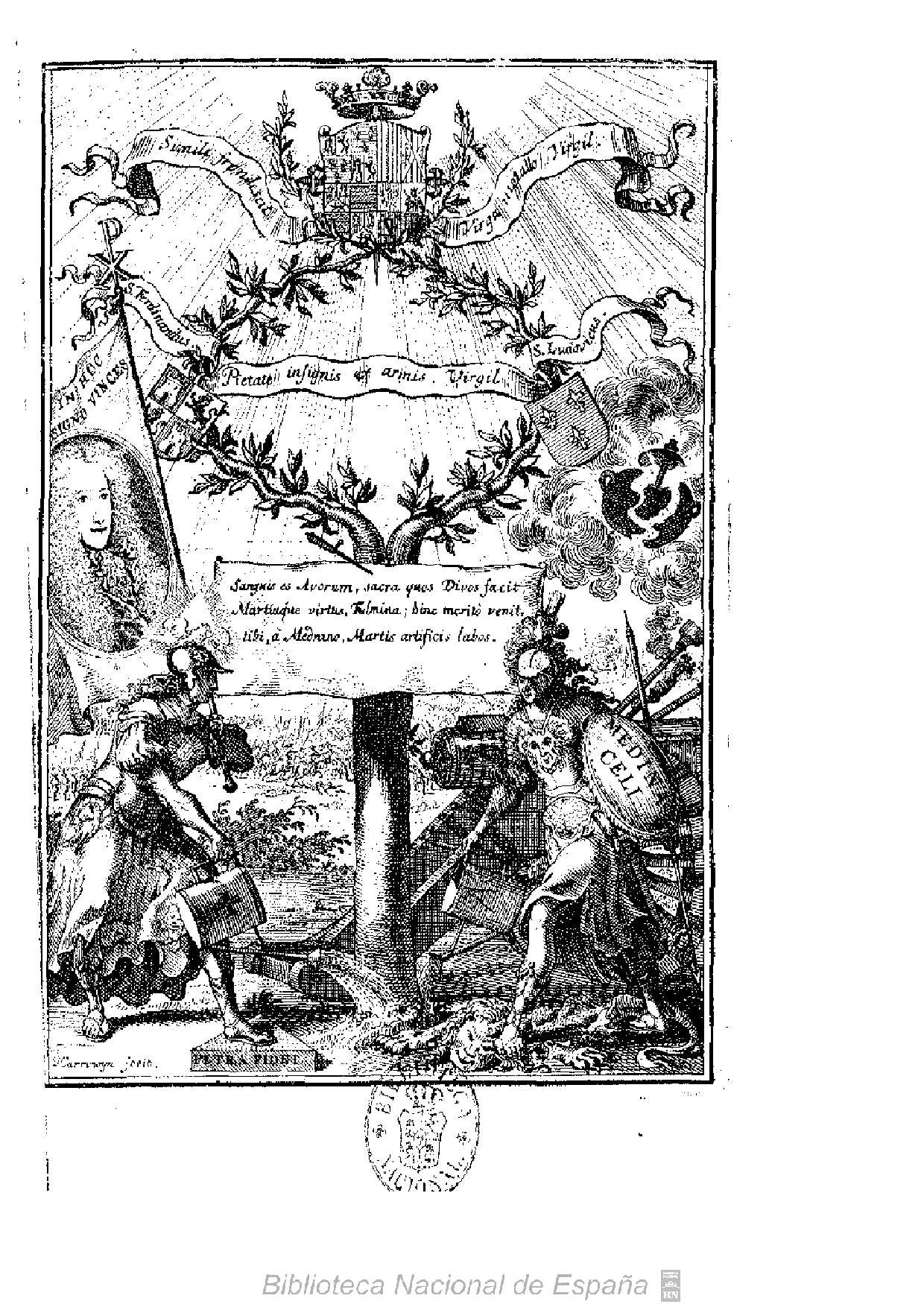
El Architecto perfecto en el arte militar, 1708. Ilustración.

Nacido el 24 de octubre de 1646, fue el único director de la Academia Militar de Bruselas, fundada en 1675 y centrada en la formación de oficiales de las armas técnicas (artillería e ingenieros) para el Ejército de los Países Bajos Españoles. Entre los alumnos más destacados de la academia figuró Jorge Próspero de Verboom. Aunque su experiencia práctica era limitada, las obras didácticas que escribió, inspiradas principalmente en ejemplos alemanes y holandeses, ejercieron, a través de sus discípulos, una influencia importante sobre el trabajo de los ingenieros militares españoles en las primeras décadas del siglo XVIII.
Casó Fernández de Medrano con una dama flamenca, Doña Mariana Saseguen, natural de Alost, con la que tuvo cuatro hijas: Catalina, Bernarda, Irene y Eufemia.
Falleció en Bruselas el 18 de febrero de 1705 y fue enterrado en el convento de los Carmelitas Descalzos. El convento fue suprimido tras la revolución francesa y en sus edificios se habilitó una prisión, por lo que la tumba de Fernández de Medrano se ha perdido. En lo que fuera convento se levantó más tarde el Cuartel Príncipe Alberto, sede hoy del Club Militar Príncipe Alberto del Ejército belga.

## Obras
Autor prolífico, entre sus obras destacan:
- Nueva invención y método de la cuadratura del círculo (1676)
- Rudimentos geométricos y militares (1677)
- El práctico artillero (1680)
- Breve descripción del mundo (1686)
- El ingeniero (1687)
- Elementos geométricos (1688)
- El perfecto bombardero y práctico artificial (1691)
- El arquitecto perfecto en el arte militar (1701)